# سباستین مارشال
سباستین مارشال (انگلیسی: Sebastian Marshall؛ زادهٔ ۲۹ مهٔ ۱۹۸۸) نقشه خوان، و راننده رالی اهل بریتانیا است.